# Мария фон Гелдерн
Мария фон Гелдерн (на немски: Maria (Joan) von Geldern; на нидерландски: Maria van Gelre; * март 1328/6 май 1329; † ноември 1395 или 12 май 1405) от фамилията Васенберг-Фламенсес.
Наред със сестра си Мехтилд († 1384) е претендентка за титлите херцогиня на Гелдерн и графиня на Цутфен (1371 – 1380), но през 1379 г. бездетната Мехтилд се отказва от правата си за тези владения (без да губи титлите си). Чрез женитба е херцогиня на Юлих (1362 – 1393).
Съвременница на Първата война за нидерландското наследство (1371 – 1379), наричана и Първата Гелдрийска наследствена война.

## Живот
Дъщеря е на херцог Райналд II фон Гелдерн († 1343), граф на Цутфен, и първата му съпруга София фон Бертхоут († 1329), господарка на Мехелен. След смъртта на майка й, той се жени за английската принцеса Елеанора от Удсток, от която има синовете Райналд III фон Гелдерн (1333 – 1371) и Едуард (1336 – 1371). Освен Мехтилд, тя има и друга сестра, наречена Маргарета († 1344).
Мария се омъжва нa 25 декември 1362 г. за херцог Вилхелм II фон Юлих (* ок. 1325, † 13 декември 1393), от когото ражда: 
- Вилхелм (1364 − 1402), от 1371/77 като Вилхелм I херцог на Гелдерн, под опекунството на баща си (който от своя страна е признат официално за владетел на областта чак към 1379/1380 г.) и от 1393 г. като Вилхелм III херцог на Юлих.
- Райналд (1365 – 1423), от 1402 г. като Райналд IV херцог на Гелдерн и като Райналд I херцог на Юлих.
- Йохана фон Юлих († 1394), омъжена на 18 октомври 1376 г. за Йохан XII господар на Аркел (1363 – 1428). Тя е баба на Арнолд от Егмонт (1410 – 1473).